# جورج وايلدمان
جورج وايلدمان (بالإنجليزية: George Wildman)‏ هو فنان قصص مصورة ورسام كارتون أمريكي، ولد في 31 يوليو 1927 في Watertown, Connecticut ‏ في الولايات المتحدة، وتوفي في 22 مايو 2016.

## وصلات خارجية
- الموقع الرسمي